# Larry Hennig
Pour les articles homonymes, voir Hennig.
Larry « The Axe » Hennig (né le 18 juin 1936 à Minneapolis et mort le 6 décembre 2018) est un catcheur américain.
Il est champion du Minnesota de lutte au lycée, il continue à pratiquer ce sport à l'université du Minnesota. Il s'entraîne pour devenir catcheur auprès de Verne Gagne. Il travaille ensuite principalement à l'American Wrestling Association (AWA), la fédération de Gagne à partir de 1960. Il s'y fait connaitre en faisant équipe d'abord avec Duke Hoffman avec qui il remporte une fois le championnat du monde par équipes de l'AWA puis avec Harley Race avec qui il gagne à trois reprises ce titre. Il arrête sa carrière en 1985.
Il est membre du Professional Wrestling Hall of Fame and Museum depuis 2017.
Il est le père du catcheur Curt Hennig, et le grand-père du catcheur Curtis Axel. 

## Jeunesse
Larry Hennig pratique la lutte au lycée de Robbinsdale et remporte le championnat scolaire de lutte de l'état du Minnesota dans la catégorie des poids lourds en 1954. Après le lycée, il obtient une bourse sportive pour continuer la lutte et faire partie de l'équipe de football américain de l''université du Minnesota. Il n'y reste qu'un an et demi car Larry Hennig est marié et doit nourrir sa famille. Il devient commissaire priseur et est aussi promoteur immobilier.

## Carrière de catcheur

"Pretty Boy" Hennig, en novembre 1968.

Hennig apprend le catch auprès de Joe Pazandal et Verne Gagne et commence sa carrière dans le Minnesota. Il est alors un babyface du fait de son passé de champion de lutte. 
En 1960, il rejoint l'American Wrestling Association (AWA), une fédération fondé par Gagne. En janvier 1962, le championnat du monde par équipes de l'AWA est vacant après une blessure d'Otto Von Krupp (en). L'AWA organise un tournoi le 15 janvier auquel participe Hennig avec Duke Hoffman qu'ils remportent en éliminant Bob Geigel et Hard Boiled Haggerty puis Mr M et Rojo Cara en demi finale et enfin Ivan et Nikita Kalmikoff en finale,. Leur règne est assez court puisqu'il prend fin le 13 février après leur défaite face à Bob Geigel et Stan Kowalski.
En 1964, il quitte l'AWA pour aller au Texas où il travaille à la Western States Sports, une fédération membre de la National Wrestling Alliance couvrant les environs d'Amarillo,. Il y rencontre Harley Race et retourne avec lui à l'AWA. Ils font équipe ensemble et deviennent champions du monde par équipes de l'AWA après leur victoire face à Dick the Bruiser (en) et The Crusher (en).

## Palmarès
- American Wrestling Association (AWA)
  - 1 fois champion par équipes du Midwest de l'AWA avec Lars Anderson[12]
  - 4 fois champion du monde par équipes de l'AWA avec Duke Hoffman (1) puis Harley Race (3)[6]

- Pacific Northwest Wrestling
  - 1 fois champion par équipes de la Pacific Northwest avec Curt Hennig[13]

- Western States Sports
  - 1 fois champion du monde par équipes (version Amarillo) avec Harley Race[14]

- World Championship Wrestling[a]
  - 2 fois champion du monde par équipes de l'International Wrestling Alliance (IWA) avec Harley Race puis Bob Windham[15]